# Bebler
Bebler je redkejši priimek v Sloveniji, ki ga je po podatkih Statističnega urada Republike Slovenije na dan 1. januarja 2010 uporabljalo 7 oseb in je med vsemi priimki po pogostosti uporabe uvrščen na 22.059. mesto.

## Znani nosilci priimka
- Aleš Bebler - Primož (1907—1981), pravnik, španski borec, partizan, narodni heroj, politik in diplomat
- Anton Bebler (*1937), politolog in obramboslovec, univ. profesor, diplomat
- Baltazar (Baldi) Baebler (1880—1936), kemik, poljudnoznanstveni publicist
- Dolores Nučič Bebler (1914—2008), ?
- Leon (Lev) Bebler (1912—1976), smučar nordijski kombinatorec
- Damjana Bebler-Brecelj (1915—1984), zdravnica
- Darja Lavtižar Bebler (*1950), pravnica, novinarka, političarka
- Katarina Bebler - Koka, arhitektka
- Neda Bebler, muzikologinja (Bgd)
- Primož Bebler (1951—2013), gledališki režiser
- Vera Hreščak Bebler (1917—2004), prevajalka (žena Aleša Beblerja)
- Vilma Pirkovič Bebler (1918—1996), agronomka, prvoborka, politična delavka